# Черешовска река
Черешовска река е село в Южна България. То се намира в община Смолян, област Смолян.

## География
Село Черешовска река се намира в планински район.